# Melvin Ely (baloncestista)
Melvin Anderson Ely (Harvey, Illinois, 2 de mayo de 1978) es un exjugador de baloncesto estadounidense que disputó 9 temporadas en la NBA. Con 2,08 metros de estatura, jugaba en el puesto de pívot.

## Trayectoria deportiva

### Universidad
Bajo la tutela de Jerry Tarkanian, lideró a Fresno State Bulldogs ha dos apariencias en el torneo de la NCAA consecutivas, en 2000 y 2001. Esas temporadas también fue nombrado mejor jugador de la Western Athletic Conference. 

### Profesional
Procedente de Fresno State Bulldogs, fue seleccionado por Los Angeles Clippers en la 12.ª posición del Draft de 2002. Tras dos temporadas en los Clippers jugando pocos minutos, Ely fue traspasado junto con Eddie House el 14 de julio de 2004 a Charlotte Bobcats ha cambio de dos segundas rondas de draft de 2005 y 2006. En los dos años que jugó en los Bobcats, su aportación desde el banquillo cobró más importancia que el papel que realizaba en los Clippers. El 2 de octubre de 2006 renovó un año con los Bobcats por 3 millones de dólares, rechazando ofertas de Golden State Warriors y Phoenix Suns. El 13 de febrero de 2007 fue traspasado a San Antonio Spurs a cambio de Eric Williams y una segunda ronda de draft de 2009, donde ganó el anillo en las Finales de 2007 ante Cleveland Cavaliers.
En septiembre de 2007 fichó por New Orleans Hornets.
[actualizar]

## Estadísticas de su carrera en la NBA

### Temporada regular
| Año     | Equipo        | PJ  | PT | MPP  | %TC  | %3P  | %TL  | RPP | APP | ROB | TPP | PPP |
| ------- | ------------- | --- | -- | ---- | ---- | ---- | ---- | --- | --- | --- | --- | --- |
| 2002-03 | L.A. Clippers | 52  | 7  | 15.4 | .495 | .000 | .703 | 3.3 | .3  | .2  | .6  | 4.5 |
| 2003-04 | L.A. Clippers | 42  | 2  | 12.1 | .431 | .000 | .595 | 2.4 | .5  | .2  | .4  | 3.7 |
| 2004-05 | Charlotte     | 79  | 17 | 20.9 | .432 | .000 | .575 | 4.1 | 1.0 | .4  | .9  | 7.3 |
| 2005-06 | Charlotte     | 57  | 22 | 23.6 | .508 | .000 | .667 | 4.9 | 1.3 | .5  | .8  | 9.8 |
| 2006-07 | Charlotte     | 24  | 0  | 10.2 | .383 | .000 | .686 | 1.6 | .6  | .1  | .3  | 2.9 |
| 2006-07 | San Antonio   | 6   | 0  | 10.8 | .300 | .000 | .583 | 2.3 | .7  | .7  | .3  | 3.2 |
| 2007-08 | New Orleans   | 52  | 1  | 11.9 | .472 | .000 | .552 | 2.8 | .4  | .1  | .3  | 3.9 |
| 2008-09 | New Orleans   | 31  | 4  | 12.0 | .389 | .000 | .639 | 2.1 | .6  | .1  | .3  | 3.1 |
| 2010-11 | Denver        | 30  | 2  | 12.2 | .549 | .000 | .619 | 2.5 | .5  | .1  | .4  | 2.3 |
| 2013-14 | New Orleans   | 2   | 0  | 13.5 | .500 | .000 | .000 | .5  | .0  | .0  | .5  | 3.0 |
| Total   | Total         | 375 | 55 | 16.0 | .460 | .000 | .625 | 3.2 | .7  | .3  | .6  | 5.3 |

### Playoffs
| Año   | Equipo      | PJ | PT | MPP | %TC  | %3P  | %TL  | RPP | APP | ROB | TPP | PPP |
| ----- | ----------- | -- | -- | --- | ---- | ---- | ---- | --- | --- | --- | --- | --- |
| 2008  | New Orleans | 7  | 0  | 8.4 | .267 | .000 | .700 | 1.6 | .1  | .0  | .0  | 2.1 |
| Total | Total       | 7  | 0  | 8.4 | .267 | .000 | .700 | 1.6 | .1  | .0  | .0  | 2.1 |

## Vida personal
En octubre de 2021, el fiscal del distrito sur de Nueva York, Audrey Strauss, imputó a Melvin, junto a otros diecisiete exjugadores de la NBA, dentro de una trama de fraude del plan de la NBA de seguro médico y prestaciones para veteranos, que rondaría los $4 millones. Según la acusación, los exbaloncestistas se confabularon para defraudar el plan mediante la presentación de recibos falsos y fraudulentos, con el fin de recibir reembolsos por atención médica y dental, que nunca recibieron.